# 兴安街道 (伊春市)
兴安街道，是原中华人民共和国黑龙江省伊春市丰林县下辖的一个乡镇级行政单位。2016年，伊政函【2016】83号文件撤销兴安街道办事处这个建制，下辖地区由新青区直辖。

## 行政区划
原兴安街道下辖以下地区：
富民社区、育林社区、曙光社区和新立社区。